# Gare de Blandain
La gare de Blandain est une ancienne gare ferroviaire belge de la ligne 94, de Hal à Tournai (frontière) située dans l'ancienne commune frontalière de Blandain, faisant désormais partie de la ville de Tournai, en région wallonne dans la province de Hainaut.
Elle est mise en service en 1865 afin de servir de gare d'échange entre les réseaux des Chemins de fer de l'État belge et de la Compagnie des chemins de fer du Nord. Reléguée au statut de gare de campagne, elle ferme à tous trafics en 1984.

## Situation ferroviaire
Jusqu'à sa fermeture en 1984, la gare de Blandain se trouvait au point kilométrique (PK) 75,5 de la ligne 94, de Hal à Blandain (frontière), entre la gare de Froyennes (située en Belgique) et la gare de Baisieux, en France.

## Histoire

### Le chemin de fer direct de Bruxelles à Lille et Calais
Tournai est reliée dès 1842 au réseau originel des Chemins de fer de l'État belge grâce à la réalisation d'un embranchement, en cul-de-sac, partant de la ligne de Gand à la frontière de France, près de Mouscron. En 1847-1848, la Compagnie, privée, de Tournay à Jurbise inaugure une liaison vers Ath et Jurbise, connectée aux lignes Bruxelles-Mons et Ath-Grammont-Denderleeuw. De 1861 à 1870, diverses compagnies mettront également en service une ligne de Tournai à Saint-Ghislain (actuelle ligne 78) raccourcissant le trajet vers Mons.
Il reste cependant deux chaînons manquants à cette ligne d'Ath à Tournai :
- une ligne de Tournai à Lille, sans demi-tour à Mouscron ;
- une ligne d'Ath à Hal, permettant de relier Bruxelles à Tournai sans détours.

Afin de supprimer ces obstacles et raccourcir le trajet entre la capitale et les grandes villes du nord de la France, le Gouvernement belge encourage la création de la Compagnie du chemin de fer direct de Bruxelles à Lille et Calais, une société à capitaux privés qui construira à ses frais les sections manquantes de cette ligne à vocation internationale et remboursera ses investissements grâce à une rente versée par les Chemins de fer de l’État ainsi qu'une part sur les recettes des trains empruntant la ligne.
La frontière entre la Belgique et la France sera franchie entre Blandain et Baisieux.
Du côté Français, il n'existe pas non plus de ligne appropriée. Une convention de concession est passée le 16 juin 1862 entre le ministre des Travaux publics et la Compagnie des chemins de fer du Nord. Le décret du 6 juillet 1862 déclare la ligne d'utilité publique et approuve cette convention,.
Le 1er décembre 1865, la Compagnie du Nord et celle du Chemin de fer direct Bruxelles à Lille et Calais achèvent simultanément les travaux de la ligne de Fives à Baisieux frontière et de la section Tournai - Blandain frontière. Il faudra attendre 1866 pour que soit parcourable la section d'Ath en direction de Bruxelles.

### La gare de Blandain
En tant que gares frontalières, Baisieux et Blandain doivent accueillir de vastes installations pour le contrôle des passeports, bagages et marchandises ainsi que le dédouanement des cargaisons. Blandain reçoit le plus grand bâtiment de gare.
D'aspect statutaire, ce grand bâtiment en 7 parties est sans équivalent en Belgique (les autres gares de la compagnie ré-emploient des plans-types standard de l’État belge) mais semble en revanche recopier le type de gare de moyenne et grande importance de la Compagnie des chemins de fer du Nord, très répandu de l'autre côté de la frontière. Le choix des matériaux, décorations, portes, fenêtres et pierre de taille diffère des gares des Chemins de fer du Nord. D’aspect symétrique (en faisant abstraction des annexes), il possède un vestibule central de trois travées flanqué de deux ailes de trois travées et de pavillons à étage, également de trois travées. Une halle à marchandises lui est directement accolée. Les pavillons accueillaient probablement le logement de fonction du chef de gare et celui du fonctionnaire des douanes, comme le veut la pratique en Belgique pour les gares frontalières.
Avec le temps, le contrôle aux frontières s'est déplacé hors de Blandain avant de disparaître. Le bâtiment de Blandain devenait disproportionné et égard au maigre trafic des voyageurs.
Face au faible nombre de voyageurs, la SNCB décide de supprimer la gare de Blandain à partir du 3 juin 1984, en même temps que de nombreuses gares belges, dont la plupart de celles entre Tournai et Hal.
Le bâtiment reste debout mais tombe en ruine. Blandain perd finalement cette grande construction plus que centenaire en mars 1989.
Un terrain vague et quelques jardins ont pris place où se trouvait jadis la gare. La place de la gare existe toujours, face à la maison communale.